# Mieczysław Kropelnicki
Mieczysław Kropelnicki (ur. 2 stycznia 1951 w Strzelcach Opolskich) – polski lekkoatleta, kulomiot.
12-krotnie znajdował się w ścisłym finale mistrzostw Polski na stadionie. Ośmiokrotny uczestnik meczów międzypaństwowych. W swojej karierze reprezentował barwy MKS Piasta Opole (1969-1970), Chemika Kędzierzyn (1971-1976), Bałtyku Gdynia (1977-1982) i Lechii Gdańsk (1983-1988).

## Rekordy życiowe
- pchnięcie kulą (stadion) – 20,00 m (28 sierpnia 1983, Kielce) – 17. wynik w historii polskiej lekkoatletyki[2]
- pchnięcie kulą (hala) – 19,60 m (1985)[3]